# Requiem per Dominic
Requiem per Dominic (Requiem für Dominik) è un film del 1991 diretto da Robert Dornhelm.